# Makiwaru
Makiwaru ist ein Verwaltungsbezirk (Ward) des Distrikts Siha in der tansanischen Region Kilimandscharo.

## Geografie
Makiwaru liegt im Nordosten von Tansania zwischen dem Kilimandscharo und dem Mount Meru, etwa 40 Kilometer Luftlinie von Arusha und Moshi entfernt. Der Bezirk grenzt im Norden an Karansi und Biriri, im Nordosten an Songu, im Südosten an Donyomurwak, im Süden an Olkolili und King'ori und im Westen an Maruvango. Bei der Volkszählung 2022 lebten 11.428 Menschen in 2586 Haushalten auf einer Fläche von 38,5 Quadratkilometern.

## Gliederung
Der Bezirk besteht aus sechs Gemeinden (Mtaa) mit 13 Orten (Kitongoji):
| Makiwaru - Makiwaru A - Makiwaru B | Mowara - Mowara - Serengeti | Mwinuko - Mwinuko - Ekenywa | Ngaritati - Ngaritati - Lambo | Ndarara - Ndarara - Nuru Madukani | Tindigani - Tindigani A - Tindigani B - Tindigani Kati |

## Wirtschaft und Infrastruktur
- Bildung: Im Bezirk liegt eine weiterführende Schule.[8] Die staatliche Nuru Secondary School bildet rund 400 Mädchen und Burschen bis zur 4. Stufe aus.[9]